# Херсонський пікінерний полк
Херсонський пікінерний полк був створений у 1776 року із запорожців. Він був військово поселенським, тобто мав поселення, де жили пікінери (солдати озброєні списами) що належали окремій роті.
Полк був перетворений у 1783 р. в легкокінний. У 1790 році включений до Катеринославського козацького війська.
У той час у 1783 році у Херсоні розпочалося формування Чорноморського козацького війська.
Після російсько-турецької війни 1787—1792 років Чорноморське військо було виселене на Кубань, а Катеринославське перетворене у регулярні кінні полки.